# 1881 (numero)
Milleottocentottantuno (1881) è il numero naturale dopo il 1880 e prima del 1882.

## Proprietà matematiche
- È un numero dispari.
- È un numero composto da 12 divisori: 1, 3, 9, 11, 19, 33, 57, 99, 171, 209, 627, 1881. Poiché la somma dei suoi divisori (escluso il numero stesso) è 1239 < 1881, è un numero difettivo.
- È un numero felice.
- È un numero palindromo nel sistema di numerazione decimale.
- È un numero nontotiente in quanto dispari e diverso da 1.
- È un numero di Smith nel sistema numerico decimale.
- È un numero odioso.
- È parte delle terne pitagoriche (380, 1881, 1919), (1080, 1881, 2169), (1092, 1881, 2175), (1540, 1881, 2431), (1881, 2508, 3135), (1881, 3192, 3705), (1881, 4692, 5055), (1881, 4720, 5081), (1881, 5808, 6105), (1881, 8360, 8569), (1881, 10260, 10431), (1881, 14560, 14681), (1881, 17820, 17919), (1881, 21800, 21881), (1881, 31008, 31065), (1881, 53592, 53625), (1881, 65508, 65535), (1881, 93100, 93119), (1881, 160820, 160831), (1881, 196560, 196569), (1881, 589692, 589695), (1881, 1769080, 1769081).

## Astronomia
- 1881 Shao è un asteroide della fascia principale del sistema solare.

## Astronautica
- Cosmos 1881 è un satellite artificiale russo.